# Ceriagrion madagazureum
Ceriagrion madagazureum är en trollsländeart som beskrevs av Fraser 1949. Ceriagrion madagazureum ingår i släktet Ceriagrion och familjen dammflicksländor. IUCN kategoriserar arten globalt som otillräckligt studerad. Inga underarter finns listade i Catalogue of Life.